# Кантхо
Кантхо (виј. Thành phố Cần Thơ) је четврти по величини град у Вијетнаму и највећи град у делти Меконга. У граду живи 1.237.300 становника по подацима из 2014.